# Climats, Weinbaugebiete des Burgund
Die Climats, das sind Parzellen der burgundischen Weinbaugebiete, (frz. Les climats du vignoble de Bourgogne) wurden 2015 in das UNESCO-Welterbe aufgenommen. Das Weltkulturerbe Climats hat eine räumliche Ausdehnung mit 1247 Weinbauparzellen in 40 Kommunen, zwischen Dijon und Beaune bis nach Santenay.
„Climat“ ist ein spezifisch burgundischer Ausdruck im Weinbau für eine genau abgegrenzte Einzellage (Gemarkung) mit ihrem typischen Charakter, Klima, Bodenstruktur („Terroir“). Seit Jahrhunderten wurden diese Climats sorgfältig unterschieden und blieben weitgehend unverändert. Jedes Climat hat seinen Namen und seine Geschichte, seine Weine haben ihren individuellen Geschmack und unterscheiden sich oft deutlich von denen anderer Climats.
In der 2000-jährigen Geschichte der Climats entstand eine einzigartige Kulturlandschaft, die von einem einzigartigen baulichen Erbe begleitet wird, z. B. Château du Clos de Vougeot.

## Geschichte der Ernennung zum Weltkulturerbe

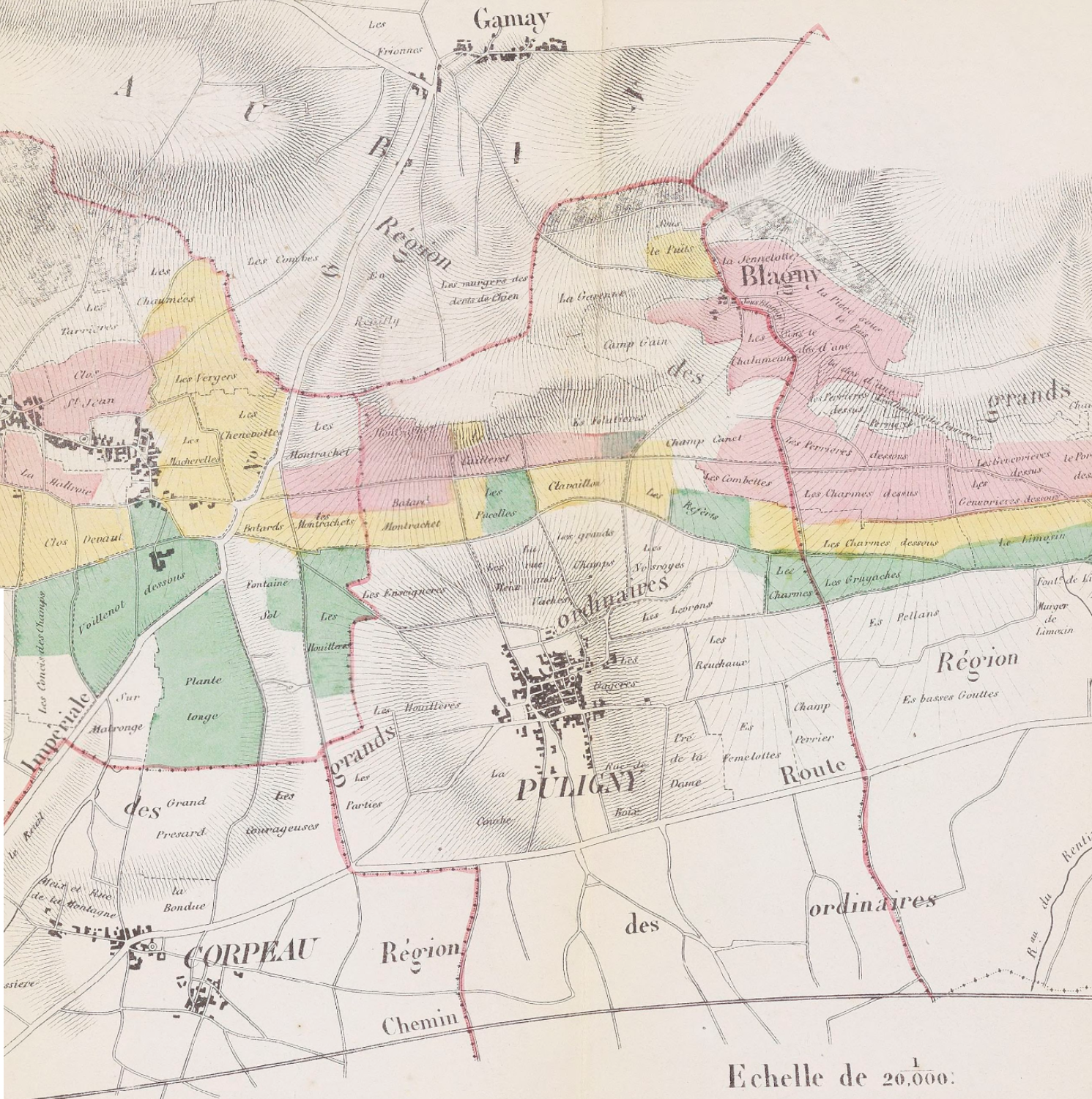
Lagenkarte von Puligny-Montrachet von 1861

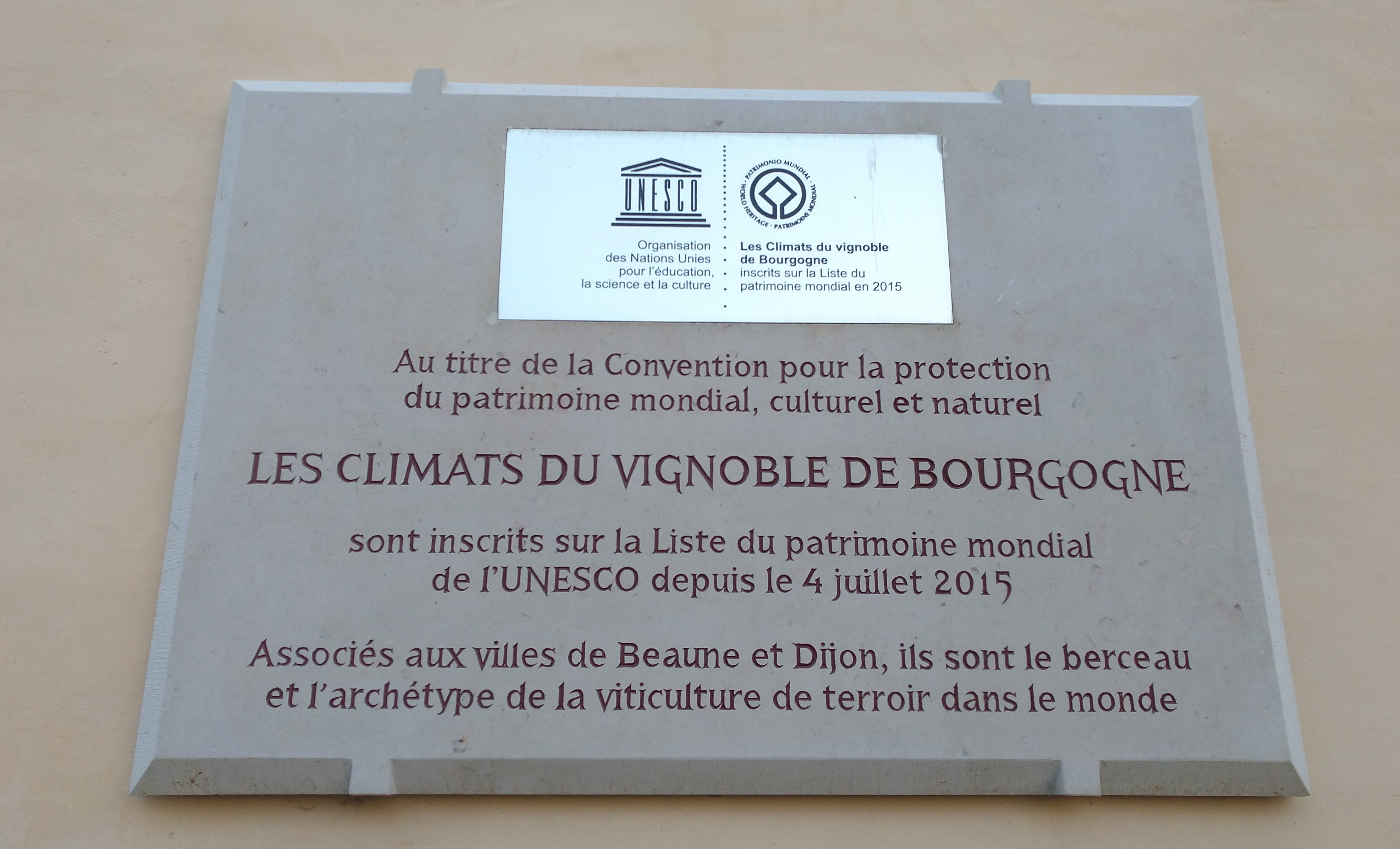
Beaune – Steintafel des Weltkulturerbes „Les climats du vignoble de Bourgogne“

Im November 2006 erfolgte der offizielle Start der Kandidatur der Climats bei der UNESCO-Weltkulturstätte anlässlich des Verkaufs der Weine der Hospice de Beaune, in Anwesenheit der Bürgermeister der Städte Beaune, Alain Suguenot, und Dijon, François Rebsamen, des Präsidenten der Winzervereinigung BIVB (Bureau interprofessionnel des vins de Bourgogne) und Aubert de Villaine. Im April 2009 wurden die Climats von Burgund auf die französische Vorschlagsliste für die Eintragung in die Liste der Weltkulturgüter aufgenommen und dem nationalen Komitee für französische Güter vorgestellt. Das französische Ministerium für Kultur und Ökologie genehmigte den Antrag.
Die Erstellung des Bewerbungsdossiers dauerte von 2009 bis 2012. Die burgundischen Weinbaugebiete mussten den universellen Wert der Climats durch die von der UNESCO festgelegten Kriterien nachweisen und Managementinstrumente vorschlagen, um die Climats zu schützen. Die Dokumentation wurde mit der Unterstützung lokaler Akteure und einem wissenschaftlichen Komitee von 36 Geologen, Historikern, Geographen, Klimatologen, Linguisten, Soziologen, Biologen und Agraringenieuren erstellt. Nach drei Jahren wurde diese Akte mit mehr als 600 Seiten der französischen Kulturministerin übergeben. 2014 reichte die Ministerin für Kultur und Kommunikation, Aurélie Filippetti, die Ausführungen bei der UNESCO ein. Das Welterbezentrum bestätigte die Vollständigkeit der Unterlagen und übergab seinen Beratungsgremien, der International Council on Monuments and Sites (ICOMOS) und die Internationale Union für Naturschutz (IUCN) den Antrag zur Auswertung.
Internationale Experten besuchten im Herbst 2014 die Climats der Region, um ihre Relevanz für die UNESCO-Kriterien, ihren Erhaltungszustand und ihre Bewirtschaftung zu bewerten. Am 4. Juli 2015 stimmten die Mitglieder des UNESCO-Komitees für das Weltkulturerbe auf ihrer 39. Tagung in Bonn dem Antrag zu und die Climats der burgundischen Weinberge wurden als UNESCO-Welterbe anerkannt. Die offizielle Zeremonie zur Aufnahme der „Climats du vignoble de Bourgogne“ in die UNESCO-Welterbeliste erfolgte am 29. April 2016 auf Château Clos de Vougeot. Maria Böhmer, Staatsministerin im Auswärtigen Amt und Sonderbeauftragte für das UNESCO-Welterbe, hielt die Laudatio. Anwesend waren u. a. die Präfektin der Region Bourgogne-Franche-Comté Christiane Barret, der Bürgermeister von Beaune und Mitglied der Assemblée National Alain Suguenot und der Präsident der Association für die Climats du vignoble de Bourgogne Guillaume d'Angerville. Auf Château Clos de Vougeot befindet sich auch eine Wandplakette mit der Erklärung der Climats du vignoble de Bourgogne zum Welterbe.